# بوسيدا خيمي
بوسيدا خيمي (الاسم العلمي:Bucida umbellata) هو نوع من النباتات يتبع جنس البوسيدا من الفصيلة القمبريطية.